# 비음
비음(鼻音) 또는 비강음(문화어: 코안소리)은 구강 안에서 폐쇄를 만들어 폐로부터 온 공기를 막았다가 연구개를 낮추어 공기의 일부를 코로 내보내면서 내는 소리를 말한다. 조음적인 측면에선 파열음이기도 한 이중적인 속성을 가지고 있다.

## 국제 음성 기호
- [m] - 양순 비음
- [ɱ] - 순치 비음
- [n] - 치경 비음
- [ɳ] - 권설 비음
- [ɲ] - 경구개 비음
- [ŋ] - 연구개 비음
- [ɴ] - 구개수 비음
- [ɲ̟] - 치경구개 비음

## 한국어
- ㅁ: 양순 비음 [m]
- ㄴ: 치경 비음 [n](/i, j/ 앞에서는 치경구개 비음 [ɲ̟] )
- ㅇ (끝소리): 연구개 비음 [ŋ]

## 같이 보기
- 비 흡착음
- 비모음
- 비음화
- 성절 자음